# Die Aeronauten
 (janvier 2024).
Si vous disposez d'ouvrages ou d'articles de référence ou si vous connaissez des sites web de qualité traitant du thème abordé ici, merci de compléter l'article en donnant les références utiles à sa vérifiabilité et en les liant à la section « Notes et références ».
Die Aeronauten est un groupe suisse de rock, originaire de Schaffhouse, en Suisse alémanique.

## Histoire
Au début des années 1990, Die Aeronauten étaient à l'origine un groupe de punk rock qui s'inspirait entre autres de la pop britannique du début des années 1980. Il en reste surtout leur prédilection pour les morceaux courts et dansants et leur irrévérence postmoderne, avec laquelle ils exploitent toutes les époques de la musique populaire.
Ils se nomment Die Aeronauten, car Olifr, chanteur, aimait bricoler des modèles réduits d'avions. Et voler est un rêve qui leur plaisait à tous, « car nous sommes des aéronautes et c'est notre petit monde » (denn wir sind Aeronauten und das ist unsre kleine Welt (citation tirée de la chanson-titre du premier album 1:72, le chiffre étant une échelle d'aéromodélisme).
Leur album Gegen Alles, sorti en 1995 ne contient plus que des textes en allemand et représente en même temps pour eux le point final de leur attitude puérile « tout est de la merde ». Ce premier album contient également des chansons avec des textes en anglais. Sur Extremadura, sorti en 1997, les techniques d'enregistrement ont été beaucoup plus expérimentées. Afin de devenir plus attractifs pour la Suisse romande, ils sortent d'abord un CD single de trois chansons chantées en français, à savoir Eddie et moi, Le Peintre et Bonne amie, ainsi qu'une chanson en anglais. Au début de leur carrière, ils se produisent en direct en costume : pantalon noir, chemise blanche et vestes rouges.
Le guitariste et chanteur du groupe, Oliver Maurmann (Guz), menait déjà depuis le milieu des années 1980 son projet solo sous le nom de Guz, où il publiait des morceaux décalés que ce qu'il avait l'habitude de faire avec le combo Aeronauten, sur plusieurs LP et CD. Son album Geheime Weltregierung dont le titre ne fait que simuler de manière parodique les thèmes de la politique et de la conspiration, est une sorte de trip rétro sur des rythmes rockabilly et garage rock. Guz décède en janvier 2020. Après son décès, l'album Neun Extraleben sort — avec ses pistes de chant déjà enregistrées — le 20 novembre 2020. Une compilation, Hits! Vol. 1, suit deux ans plus tard, en 2022.

## Style musical
Die Aeronauten jouent un mélange de pop, de garage rock, de punk rock et de soul avec des paroles de chansons le plus souvent en allemand standard, parfois aussi en anglais ou en français ou en dialecte suisse allemand. Ils puisent dans le fonds stylistique de la musique populaire, du jazz des années 1940 (Swing-Zwang) à la new wave en passant par des parodies de country.
L'Âge d'or, label discographique de la pop discursive dite Hamburger Schule, publie en février 2004 Alle 16 Hits und 9 rare/unveröffentlichte Tracks!, y compris « un livret épais avec une biographie, des photos obscures et la discographie complète ». Malgré leur label commun et le fait qu'ils se connaissent et s'apprécient mutuellement, ils ne se classent absolument pas dans la Hamburger Schule. En automne 2006 paraît l'album Aeronauten Hier : Die Aeronauten, un « retour » à leurs racines.

## Discographie

### Albums studio
- 1993 : 1:72
- 1995 : Gegen Alles
- 1997 : Jetzt Musik
- 1998 : Honolulu
- 2001 : Bohème pas de Problème
- 2004 : Zu gut für diese Welt (best of)
- 2006 : Hier: Die Aeronauten
- 2010 : Hallo Leidenschaft!
- 2012 : Too Big to Fail (album double)
- 2013 : Live!
- 2015 : Heinz[3],[4],[5]
- 2020 : Neun Extraleben[6] (68e place des charts suisses[7])
- 2022 : Hits! Vol. 1